# إيليا كيفا
إيليا فولوديميروفيتش كيفا (2 يونيو 1977 - 6 ديسمبر 2023) هو سياسي أوكراني كان عضوًا في البرلمان الأوكراني من أغسطس 2019 حتى مارس 2022، عندما فر إلى روسيا.
عمل كيفا كمسؤول ورجل شرطة قبل دخوله السياسة، حيث ترأس فرع بولتافا لحزب القطاع الأيمن قبل أن يشغل منصب زعيم الحزب الاشتراكي الأوكراني من عام 2017 إلى عام 2019. ترشح للرئاسة في مارس 2019 دون جدوى، ثم انتُخب لعضوية البرلمان الأوكراني في يوليو 2019 كعضو في حزب منصة المعارضة - من أجل الحياة.
في يناير 2022، غادر كايوا إلى إسبانيا ثم إلى روسيا؛ ودعم الغزو الروسي لأوكرانيا الذي بدأ في فبراير. في 15 مارس/آذار، حرم البرلمان الأوكراني كيفا من تفويضه البرلماني، في أعقاب تعليقاته الداعمة للغزو والاحتلال الروسي. وفي أوكرانيا، حُكم عليه بتهمة الخيانة. في 6 ديسمبر 2023، قُتل كيفا بالرصاص في هجوم نسبته وسائل الإعلام الأوكرانية إلى جهاز الأمن الأوكراني.

## الحياة المبكرة والمهنة
ولد إيليا فولوديميروفيتش كيفا في 2 يونيو 1977 في بولتافا، جمهورية أوكرانيا الاشتراكية السوفياتية، الاتحاد السوفيتي (وسط أوكرانيا الآن).
درس كيفا في موطنه بولتافا، متخصصًا في الصيانة. كما أخذ دورات ليصبح "معلمًا نفسيًا تربويًا" في جامعة بولتافا التربوية الوطنية كورولينكو.
من عام 2005 إلى عام 2008، عملت كايوا في شركة صناعية لتصبح المحاسب الرئيسي لهذه الشركة. تخرج بدرجة البكالوريوس في القانون من جامعة ياروسلاف مودري الوطنية للقانون. وفي عام 2010 عمل في قسم أعمال الطرق.
لمدة شهرين تقريبًا في عام 2011، كان كايوا رئيسًا لقسم حقوق المستهلك في بولتافا. وجهت إليه محكمة منطقة بولتافا تهمة الفساد في ديسمبر 2013، ومنع من تولي أي منصب عام لمدة عام.

## سياسة

### 2013–2017
بدأت مسيرة كفيا السياسية في عام 2013، عندما حاول دون جدوى الترشح لعضوية المجلس الأعلى الأوكراني في انتخابات فرعية في الانتخابات البرلمانية الأوكرانية عام 2012 في الدائرة الانتخابية رقم 223 (دائرة شيفشينكيفسكي، كييف).
في عام 2014، أصبح كيفا رائدًا في الشرطة وعين قائدًا لكتيبة "Poltavshchyna" في بلدته الأصلية. أصبح زعيمًا للفرقة الشرقية لقطاع اليمين الممتدة من بولتافا إلى دونيتسك، وكان ممثل حملة دميتري ياروش الانتخابية الرئاسية عام 2014.
عين كيفا بعد ذلك نائبًا لرئيس الإدارة الإقليمية لوزارة الداخلية في دونيتسك. في هذا الوقت أصبح صديقًا أيضًا لدميتري كورشينسكي، مؤسس كتيبة سانت ماري التي قاتلت في حرب دونباس. في فبراير 2015، قادت منظمة كيفا عملية إجلاء أكثر من ألف مدني (على وجه الخصوص،400 طفل ومواطن مسن وأشخاص ذوي إعاقة) من ديبالتسيف والمستوطنات المجاورة أثناء معركة ديبالتسيف في الحرب في دونباس.
في يونيو 2015، انتقل كايوا إلى منصب نائب رئيس وزير الداخلية لمنطقة خيرسون، قبل أن يتولى من أكتوبر 2015 إلى مايو 2016 رئاسة قسم مكافحة جرائم المخدرات بالوزارة. في هذا المنصب، في عام 2016، أثار الجدل بسبب تأييده لأساليب خارج نطاق القضاء لمكافحة جرائم المخدرات. عندما دخل قانون الشرطة الوطنية الأوكرانية المُصلحة حيز التنفيذ، أصبح جميع موظفي الوزارة ملزمين بالخضوع لإعادة الاعتماد، لكن شركة كيفا لم تفعل ذلك. في أبريل/نيسان 2016، أعلنت رئيسة الشرطة الوطنية في ذلك الوقت، خاتيا ديكانويدزي، أنها ستقدم وثائق للإفراج عن كيفا.
من عام 2016 إلى عام 2017، كان مستشارًا لوزير الداخلية أرسين أفاكوف.

### 2019–2023
كان كيفا مرشحًا غير ناجح في الانتخابات الرئاسية الأوكرانية عام 2019، وحصل على بضعة آلاف من الأصوات تحت راية الحزب الاشتراكي الأوكراني. وفي وقت لاحق، اتخذ منعطفًا سياسيًا وانتخب عضوًا في قائمة منصة المعارضة الموالية لروسيا مدى الحياة (رقم 34 على القائمة) في الانتخابات البرلمانية الأوكرانية عام 2019. واصل كايوا استضافة برنامجه الخاص على قناة زيك التلفزيونية، التي يقال إنها خاضعة لسيطرة رجل الأعمال والزعيم المشارك لرئيس منصة المعارضة فيكتور ميدفيدتشوك.
في ديسمبر 2021، برر كايوا على قناة روسيا 1 التلفزيونية ضم روسيا لشبه جزيرة القرم عام 2014 ودعا إلى اندماج أوكرانيا مع الاتحاد الروسي. وأعلن أن أوكرانيا يجب أن تكون جزءًا من دولة الاتحاد مع روسيا.
في 23 فبراير 2022، عشية الغزو الروسي، زعمت منظمة كييف أن أوكرانيا "غرقت في النازية " وتحتاج إلى "التحرير" من قبل روسيا. أعرب كيفا عن دعمه للغزو، مدعيًا أن "الشعب الأوكراني يحتاج إلى التحرير" وأن " الأوكرانيين والبيلاروسيين والروس هم شعب واحد ". وعلاوة على ذلك، ذكر أن أوكرانيا "استُعبدت وأُجبرت على الركوع من قبل الغرب، ومشبعة بالنازية، وليس لها مستقبل". وألقى باللوم في الحرب على الرئيس الأوكراني فولوديمير زيلينسكي وحثه على الاستقالة. في بثه التلفزيوني في 24 فبراير 2022، أعلن الرئيس الروسي فلاديمير بوتن عن الغزو الروسي لأوكرانيا، وادعى أن هدف هذه " العملية العسكرية الخاصة " هو " نزع السلاح والنازية من أوكرانيا".
قبل شهر واحد من الغزو، غادر كايوا إلى إسبانيا، قبل أن ينتقل إلى روسيا. في 3 مارس 2022، طرد كايوا من الحزب وفصيل منصة المعارضة - من أجل الحياة. في 6 مارس 2022، أعلنت المدعية العامة إيرينا فينيديكتوفا أن كييفا متهم بالخيانة العظمى، فضلاً عن انتهاك سلامة أراضي أوكرانيا، والمشاركة في الدعاية الحربية الروسية، وحيازة الأسلحة بشكل غير قانوني.
في 15 مارس 2022، حرم البرلمان الأوكراني كيفا من ولايته كنائب للشعب.
في 17 أبريل 2022، كتب عن ضربة نووية على أوكرانيا على حسابه على تيليجرام، قائلاً: "زيلينسكي وحاشيته وأمناء المتحف الغربيون هم أكثر من يخشون ضربة استباقية روسية وأسلحة دمار شامل. هذا ما يمكن أن يضع حدًا للمواجهة اليوم، ليس فقط مع السلطات الأوكرانية، بل مع الغرب بأكمله".
في 18 أبريل 2022، ورد أن مكتب التحقيقات الحكومي في أوكرانيا فتح قضية خيانة ضد كييف بسبب تورطه في ترتيب غير قانوني مع جنرال في القوات المسلحة الروسية.
في 21 أبريل 2022، في رسالة مفتوحة إلى الرئيس الروسي فلاديمير بوتن، تقدمت كايوا بطلب للحصول على الجنسية الروسية واللجوء السياسي.
واستنادًا إلى تحليل مقاطع الفيديو المنشورة على حسابه على تيليجرام، أجرت منصة التحقيق الأوكرانية وانتهت في 20 يونيو 2022 إلى أن كيفا قد استقر في بلدة أغالاروف الريفية، بالقرب من قرية فولوكولامسك رايون في منطقة موسكو.
في 13 نوفمبر 2023، حكمت محكمة مقاطعة ليتشاكيفسكي في لفيف على كيفا غيابيًا بالسجن لمدة 14 عامًا بتهمة الخيانة العظمى والدعوة علنًا إلى احتلال أوكرانيا. كما فرضت المملكة المتحدة عقوبات على كيفا في ذلك العام فيما يتعلق بأفعاله أثناء الحرب.
في روسيا، انتقدت كايوا السلطات الأوكرانية بشكل متكرر عبر الإنترنت وفي البرامج الحوارية على التلفزيون الرسمي الروسي.

## اغتيال
إطلق النار على كيفا وقتله في حديقة بقرية سوبونيفو، إلى الغرب من موسكو، في 6 ديسمبر 2023. زعمت العديد من وسائل الإعلام الأوكرانية، نقلاً عن مصادر لم تسمها، أن جهاز الأمن الأوكراني كان مستهدفًا لكيوا. صرح الممثل الصحفي للمديرية العامة للاستخبارات التابعة لوزارة الدفاع الأوكرانية أندريه يوسوف للتلفزيون الأوكراني "نعم، يمكننا أن نؤكد أن كيفا لم يعد موجودًا. هذا المصير سوف يلحق بخونة أوكرانيا وعملاء نظام بوتن الآخرين". زعم يوسوف أن كيفا كان "أحد أكبر الأوغاد والخونة والمتعاونين" وقال إن وفاته كانت "عدالة". ولم يذكر يوسوف من يقف وراء عملية الاغتيال. رفض مكتب رئيس أوكرانيا طلب صحيفة ميدوزا الإلكترونية التعليق على وفاة كيفا.
منذ الغزو الروسي لأوكرانيا، زعم جهاز الأمن الأوكراني والمخابرات العسكرية تنفيذ عدد من العمليات الناجحة ضد أهداف ذات قيمة عالية في الأراضي التي تحتلها روسيا في أوكرانيا وكذلك في روسيا نفسها. واتهمت روسيا جهاز الأمن الأوكراني باغتيال داريا دوجينا، ابنة ألكسندر دوجين، واغتيال المدون العسكري فلادلين تاتارسكي. قُتل العديد من المسؤولين الموالين لروسيا في أوكرانيا المحتلة منذ بداية الحرب الروسية الأوكرانية.